# Akropolis (Athen)
Die Akropolis in Athen (altgriechisch ἡ Ἀκρόπολις τῶν Ἀθηνῶν hē Akrópolis tôn Atʰēnôn; neugriechisch η Ακρόπολη της Αθήνας i Akrópoli tis Aθínas, „die Oberstadt Athens“) ist die wohl bekannteste Vertreterin der als Akropolis bezeichneten Stadtfestungen des antiken Griechenlands. Die Athener Akropolis mit ihren bemerkenswerten Gebäuden wird deshalb oft einfach „die Akropolis“ genannt.
Den ältesten Teil der Stadt Athen ließ Perikles, nach der Zerstörung durch die Perser, unter Leitung des berühmten Bildhauers Phidias von den Architekten Iktinos und Kallikrates sowie Mnesikles neu bebauen. Auf einem flachen, 156 m hohen und die angrenzenden Stadtgebiete etwa 60 Meter überragenden Felsen stehen die zwischen 467 v. Chr. und 406 v. Chr. erbauten Propyläen, das Erechtheion, der Tempel der Athena Nike und der Parthenon, in dem eine kolossale Statue der Göttin Athene aus Gold und Elfenbein stand. Eine stark verkleinerte Replik der Statue befindet sich im Archäologischen Nationalmuseum in Athen.
Die Akropolis in Athen ist seit 1987 Teil des UNESCO-Welterbes. Laut Theodor Heuss ist die Akropolis neben Golgota und dem Kapitol einer der Hügel, auf denen das „Abendland“ gründet. Der griechische Staat hat aus demselben Grund die Akropolis mit dem Europäischen Kulturerbe-Siegel ausgezeichnet.

## Geschichte der Akropolis

### Von der Festung zum Tempelbezirk

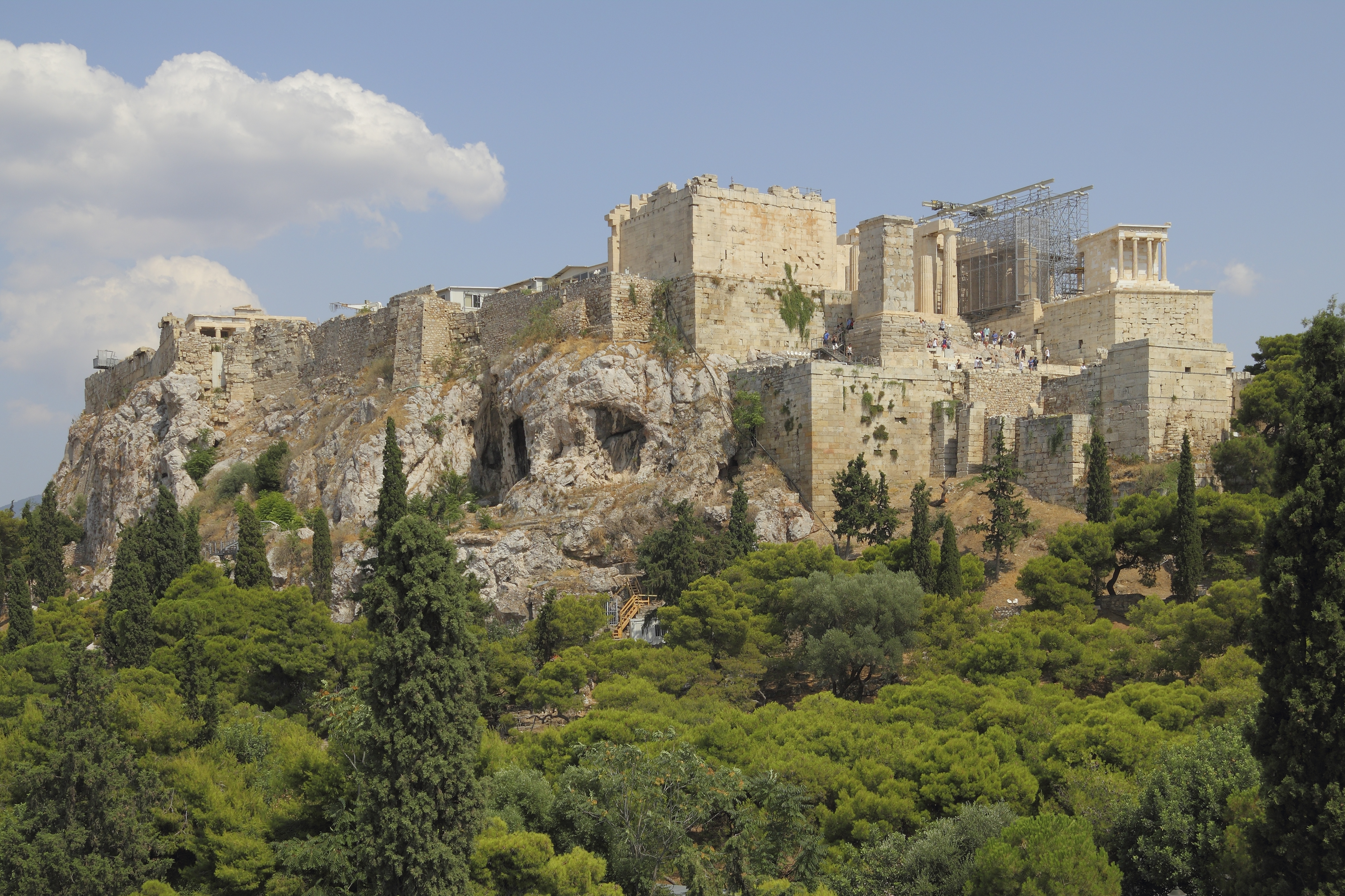
Nordwestseite der Akropolis

Die Akropolis von Athen ist der große, der Stadtgöttin Athene geweihte Burgberg im Herzen von Athen.
Siedlungsspuren weisen bis in die Jungsteinzeit zurück. In mykenischer Zeit war sie ab dem 14. Jahrhundert v. Chr., als von Athen aus große Teile Attikas kontrolliert und verwaltet wurden, Sitz des Königs (Anax). Im 13. Jahrhundert v. Chr. wurde die später Pelargikon oder Pelasgische Mauer (Πελασγικόν τείχος) genannte zyklopische Wehrmauer errichtet, die auch einen Zugang zu einer Quelle mit einschloss, so dass die Wasserversorgung im Fall einer Belagerung aufrechterhalten werden konnte.
Später, im demokratischen Athen, wurde sie als Sitz der Götter (Tempelbezirk) ausgebaut und verlor ihre Verteidigungsfunktion.
Nach dem Sieg über die Perser wurde Athen als Vormacht des Attischen Seebundes ab 448 v. Chr. unter Perikles zum Zentrum der hellenischen Welt. Diese Macht und den damit verbundenen Reichtum wollte man auch durch Bauwerke demonstrieren, zumal die Perser bei ihrer Einnahme der Stadt 480 v. Chr. die Haupttempel der Akropolis aus archaischer Zeit zerstört hatten (Überreste sieht man im dortigen Museum).

### Neugestaltung unter Perikles

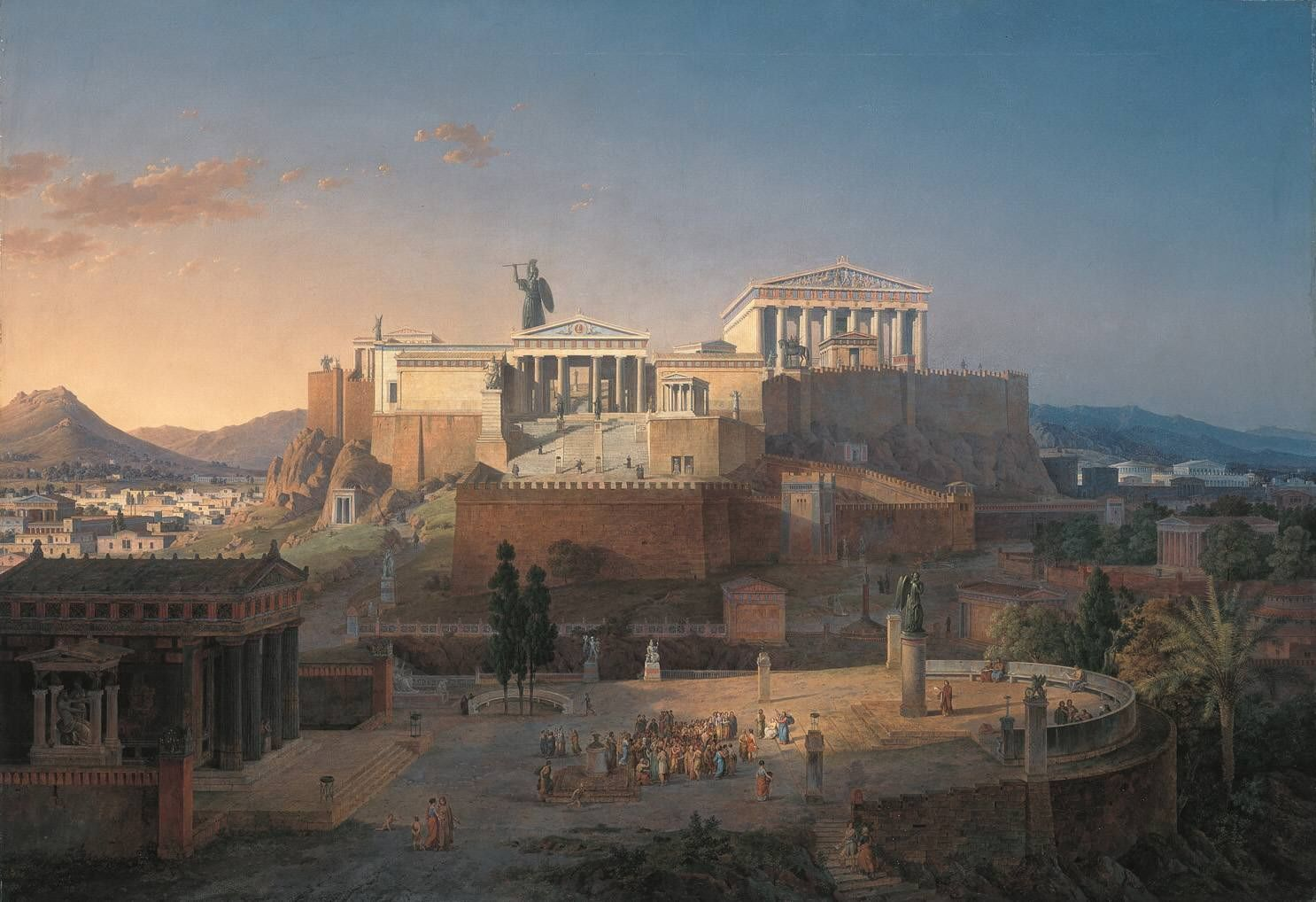
Idealisierte Ansicht der Akropolis mit Athena Promachos und dem Areopag (Leo von Klenze, 1846)

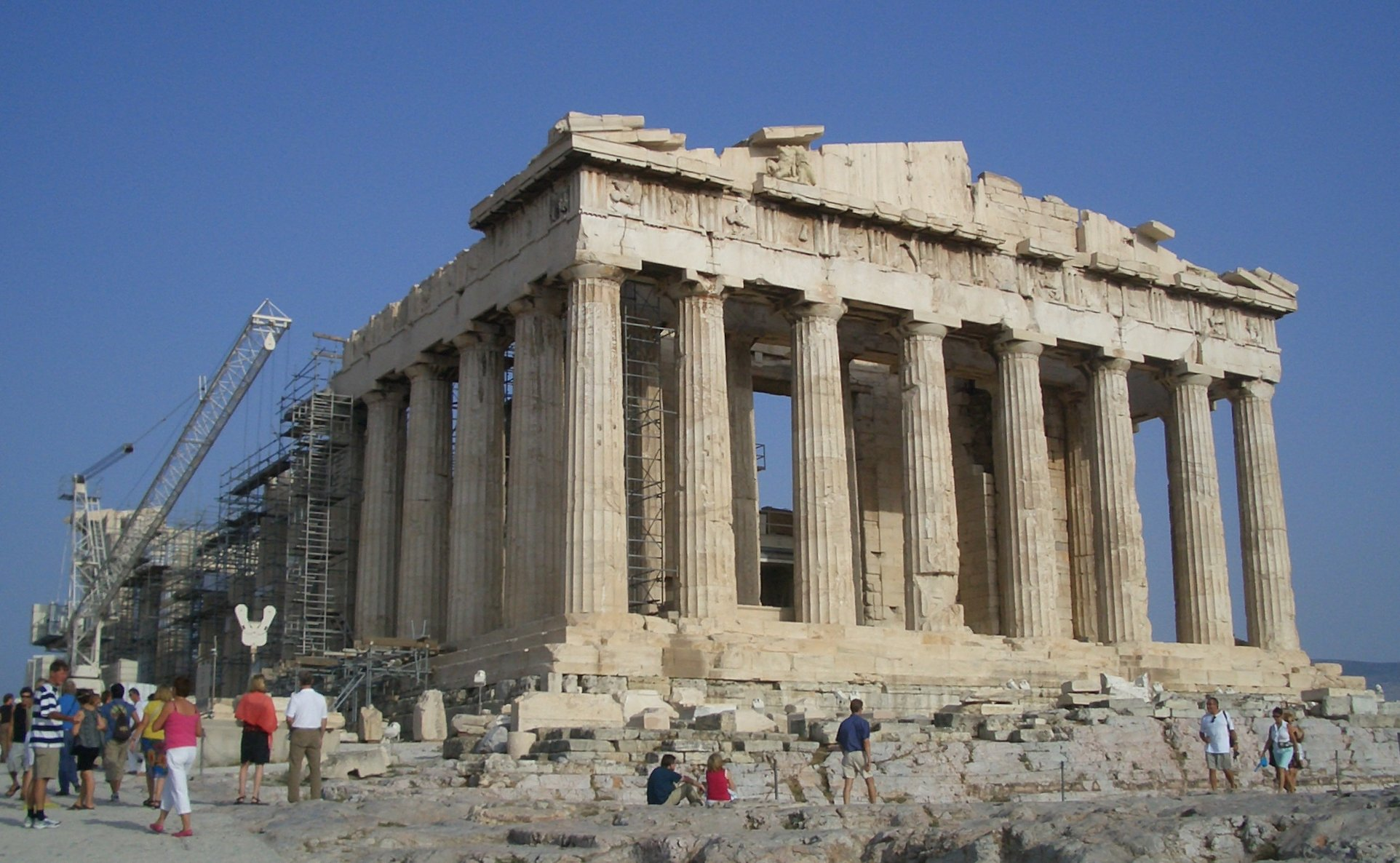
Der Parthenon

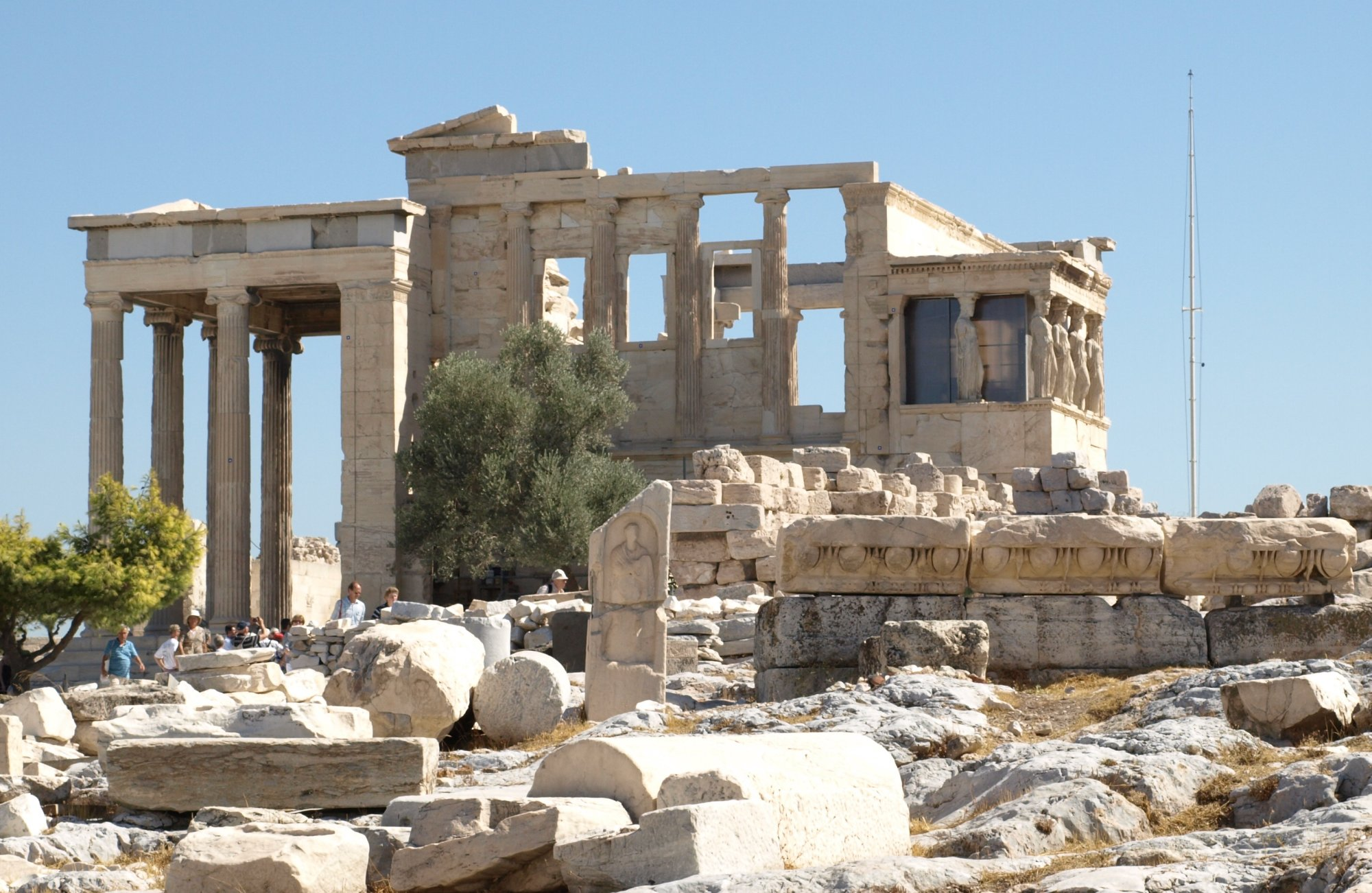
Das Erechtheion von Südwesten

So wurde die Akropolis unter Perikles durch die Baumeister Iktinos, Mnesikles und Kallikrates unter der Leitung des genialen Bildhauers Phidias völlig neu gestaltet. Die Propyläen des Architekten Mnesikles entstanden als großartige Eingangsanlage am Kopf einer neuen Zugangsrampe. Im Nordflügel befand sich unter anderem eine Pinakothek.
Der als Parthenon bekannte Athena-Tempel, der Haupttempel der Anlage mit dem Bildnis der Pallas Athena, wurde neu errichtet. Hierzu wurde der Schutt des weiter nördlich gelegenen alten Athena-Tempels zur Aufschüttung eines neuen gewaltigen Plateaus genutzt. Dieses bildete das Fundament des neuen Tempels, den man bewusst aus der Achse des alten Tempels rückte, so dass man von den Propyläen aus das gesamte Bauwerk mit einem Blick erfassen kann und nicht nur die eine (Schmal-)Seite, wie beim alten Tempel. Der Parthenon liegt am Kopf des alten Tempelbereiches, der heute das freie Zentrum der Anlage bildet. Hier wurden dann unter freiem Himmel die Opferhandlungen der panathenischen Festtage abgehalten.
Das an der Nordseite des Hügels gelegene Erechtheion ist der zweitgrößte Tempel der Anlage. Es handelt sich um ein mehreren Göttern und mythischen Helden der Stadt geweihtes komplexes Bauwerk. Die Anlage verdankt ihren Namen dem mythischen König Erechtheus, dessen Palast dort gestanden haben soll und der dort auch verehrt wurde. Im Osten beherbergte es einen Altar der Athena und das alte hölzerne Kultbild der Göttin, das im Zuge der Panathenäen neu eingekleidet wurde. Nach Westen, etwas tiefer gelegen, befand sich der Altar des Poseidon, der den Wettstreit um die Gunst der Athener gegen die Athena verlor. Man zeigte dort auch die Spuren, die Poseidons Dreizack im Fels hinterlassen haben soll. Der wohl bekannteste Flügel des Erechtheions ist die Korenhalle auf der südlichen, dem Parthenon zugewandten Seite, wo Frauengestalten (Karyatiden) die Säulen ersetzen. In der Gruft darunter ruhen die athenischen Urahnen; es wurden dort auch mehrere Götter verehrt. Unmittelbar westlich des Bauwerks stand der heilige Ölbaum, den Athene den Athenern geschenkt haben soll, die die Stadt daraufhin nach ihr benannten. Heute sieht man dort einen „Nachfolger“.
Der Tempel der Athena Nike liegt im Westen des Burghügels, südwestlich der Propyläen, und ist der kleinste und zierlichste Tempel der Anlage. Er wird Kallikrates zugeschrieben und wurde später als die übrige Anlage errichtet. Die Errichtung geschah nach der Regierung des Perikles und gegen dessen Wunsch. Geweiht ist er der Nike apteros, der „ungeflügelten“ Siegesgöttin.
Alle vier Jahre fanden die großen, in den Jahren dazwischen die sog. kleinen Panathenäischen Festspiele zu Ehren der Athena statt, es wurden ein baulicher Rahmen und eine Bühne erstellt.
Der Festzug ging quer durch die Stadt vom Dipylon, dem großen viertürmigen Stadttor im Kerameikos, über die Agora und die breite Rampe hinauf zur Akropolis, wo der Göttin ihr neues Gewand überreicht wurde.
Der Panathenäische Festzug ist auch das Bildmotiv des berühmten Parthenonfrieses (heute größtenteils in London, British Museum).

### Römische Zeit, Spätantike, Mittelalter
Weitere Bauten kamen in römischer Zeit hinzu, darunter der Tempel der Roma und des Augustus östlich des Parthenons. Nach den Einfällen der Heruler in Athen im Jahr 267 wurde die Akropolis erneut zur Festung. Zu diesem Zweck wurden zwei Bastionen westlich der Propyläen, die den Aufweg zur Akropolis flankierten, mittels einer Toranlage verbunden. Die 1852 entdeckte Toranlage aus dem fortgeschrittenen 3. Jahrhundert wird nach ihrem Ausgräber Charles Beulé das Beulé-Tor genannt. Für ihren Bau verwendete man unter anderem Teile des choregischen Weihgeschenks, das Nikias 320/319 v. Chr. auf die Akropolis gestiftet hatte. Direkt eingebunden wurde die Anlage in die neu errichtete Mauer der Unterstadt, die sogenannte Valerianische Mauer.
Im 6. Jahrhundert wurde der Parthenon-Tempel mit entsprechenden baulichen Eingriffen in eine christliche Marienkirche umgewandelt.
Auch im Mittelalter diente die Akropolis als Festung. Unter den Byzantinern saß dort der Provinzgouverneur, während der Parthenon als Kirche der Jungfrau Maria die Athener Bischofskirche war. Diese Funktion erfüllte er auch nach der Eroberung durch die Kreuzfahrer im 13. Jahrhundert, nur unter katholischen Vorzeichen. In jener Zeit der „Frankenherrschaft“ dienten die Propyläen als Palast der Herzöge von Athen.

### Der Parthenon als Moschee

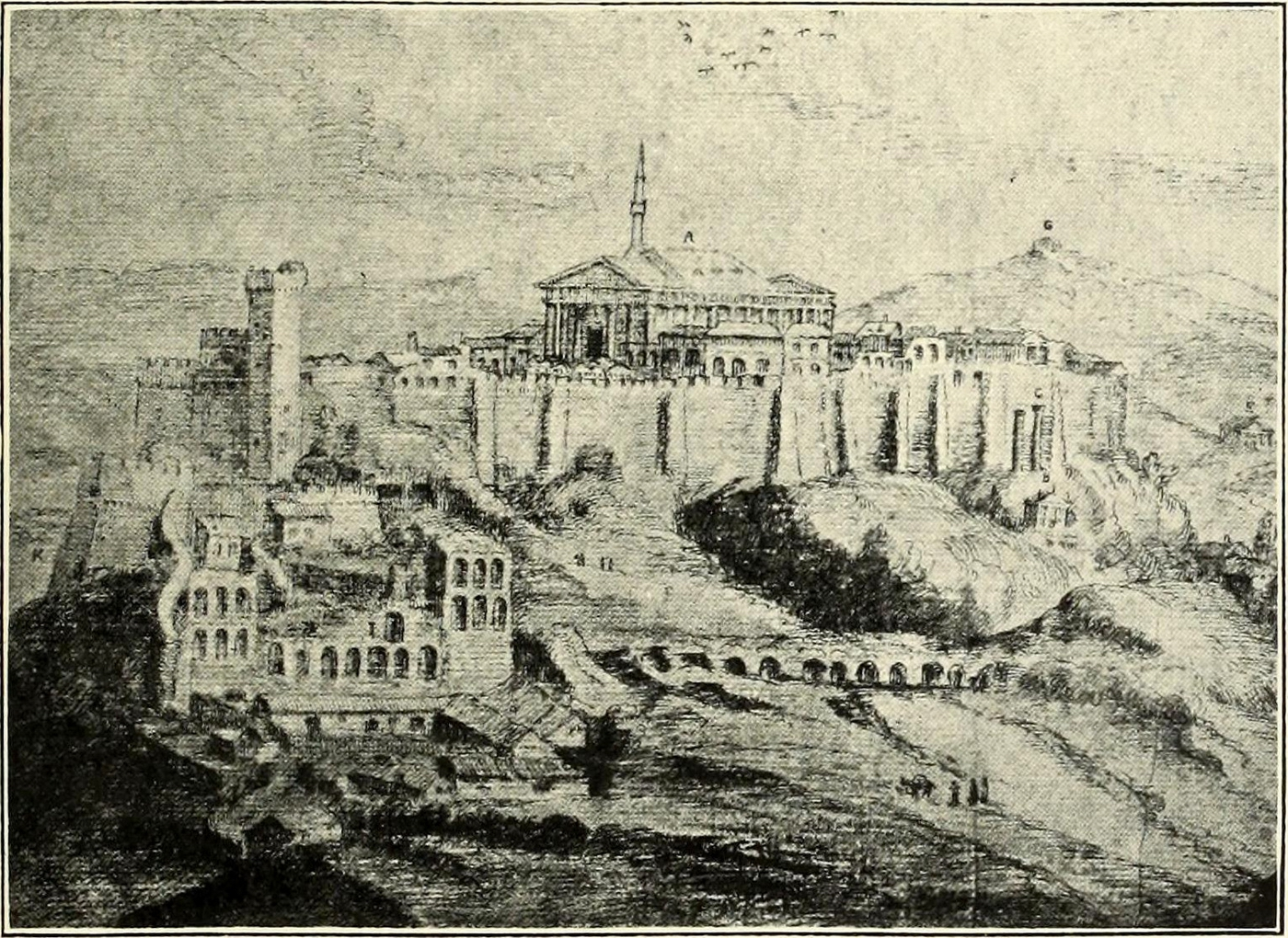
Die Akropolis im Jahr 1670

Nach der Eroberung durch die Osmanen 1456 wurde der Parthenon zur Moschee umfunktioniert und ein Minarett angebaut. In den Propyläen residierte zeitweise der Stadtkommandant; das Erechtheion, zuvor eine Kirche, diente als Harem (wohl wegen der Frauengestalten). Bis weit ins 17. Jahrhundert waren die antiken Baudenkmäler weitgehend intakt, sieht man von Überbauungen ab (etwa dem Ausbau der Propyläen zur Bastion).
Die Katastrophe für die Akropolis kam 1687 mit der Belagerung durch die Venezianer unter Morosini, der wider besseres Wissen um die Bedeutung der Bauten den Parthenon beschießen ließ. Die Explosion des dortigen türkischen Pulvermagazins beschädigte den Tempel schwer, ebenso umliegende Bauten. Bereits einige Jahre vorher war ein Pulvermagazin in den Propyläen vermutlich durch Blitzschlag explodiert.

### 19. Jahrhundert

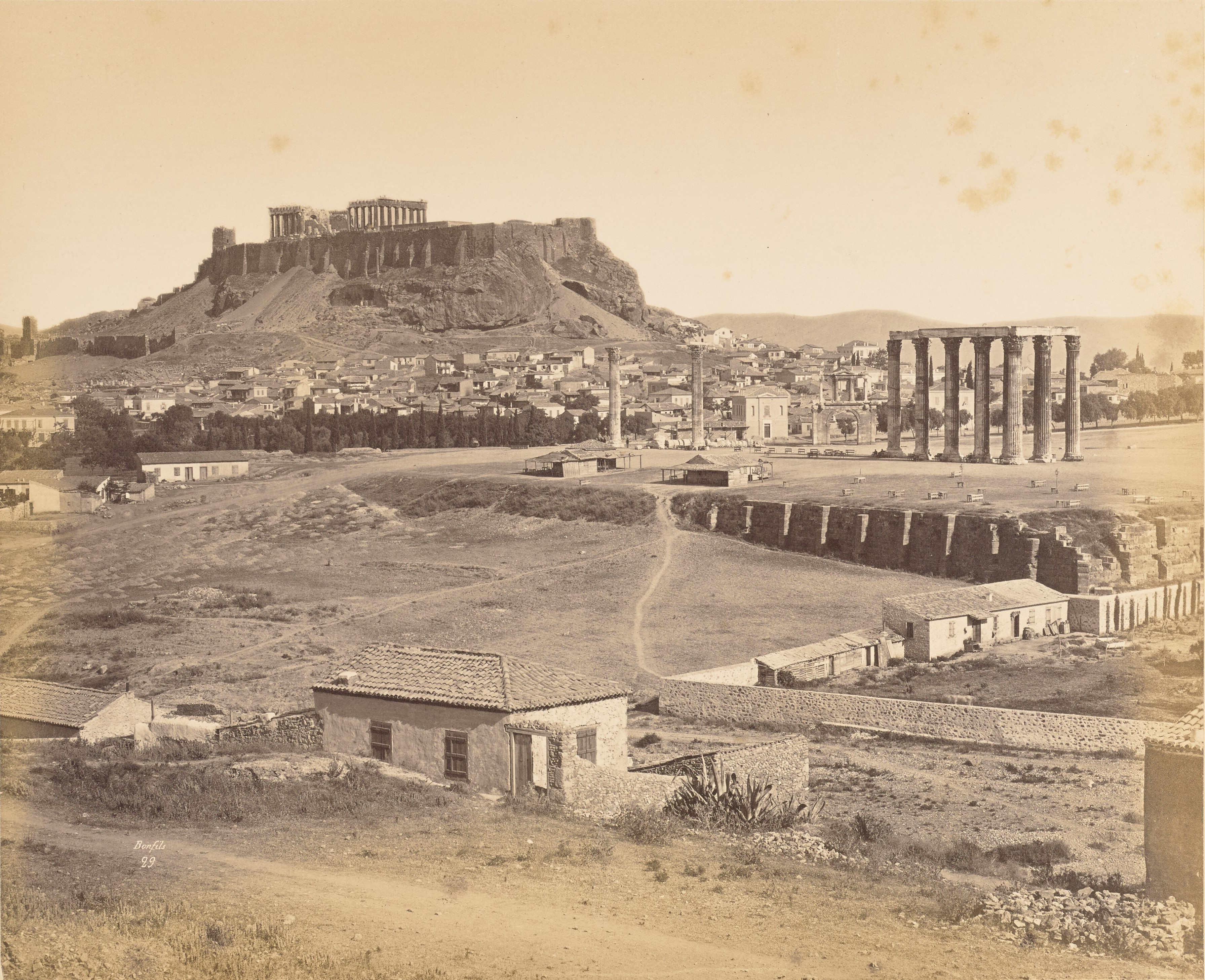
Die Akropolis 1868, im Vordergrund der Zeustempel

Die Zerstörung vollendete schließlich der britische Botschafter in Konstantinopel Lord Elgin, als er ab 1801 einen Großteil des Skulpturenschmucks des Parthenon sowie eine Kore vom Erechtheion, Reliefs vom Niketempel und andere Teile nach London brachte.
Mit Erreichen der Unabhängigkeit Griechenlands wurde der Tempelberg zur archäologischen Stätte erklärt und alle Bauten, die nicht aus der Antike stammten, entfernt. Davon betroffen waren byzantinische, fränkische und osmanische Bauten sowie die durch Gemälde bekannte Moschee im Parthenon (gebaut 1687). Heutzutage wird diese Maßnahme oft als Geschichtsbereinigung kritisiert. Allerdings wäre es anders wohl kaum möglich gewesen, viele in spätere Bauten integrierte Architektur- und Skulpturenteile zu bergen (darunter den gesamten Niketempel, der zur Verstärkung der Festungsmauern benutzt wurde) oder Ausgrabungen durchzuführen (zum Beispiel die archaischen Skulpturen aus dem „Perserschutt“, heute im Akropolis-Museum). Außerdem darf die ideologische Lage jener Zeit nicht unterschätzt werden (Begeisterung für die Antike, Gründung des Staates Griechenland).

### 20. Jahrhundert

Aufnahme des Flugpioniers Walter Mittelholzer 1930

Weitere Restaurierungen fanden vor allem in den 1930er Jahren statt, wobei man in Unkenntnis der Folgen Eisenklammern verwendete, die anders als die antiken Klammern nicht vor Witterung geschützt waren. Die Korrosion schädigte den Marmor. Auch wurden Bauteile oft an der falschen Stelle eingesetzt. Um diese Fehler zu korrigieren, läuft seit den 1980er-Jahren ein neues, ehrgeiziges Restaurierungsprogramm. Fertiggestellt ist bislang nur das Erechtheion; der Niketempel befindet sich nach Sicherung der Fundamente im Wiederaufbau, während sich die Arbeiten an den Propyläen und am Parthenon, der am Ende vollständiger dastehen soll, als wir ihn bislang kennen, noch hinziehen.
Dimitris Pikionis gestaltete von 1951 bis 1957 das Wegenetz um den Hügel der Akropolis neu, ebenso die Wege des gegenüberliegenden Philopappos-Hügel. Die einzelnen Platten der Wege sind wie Spolien gestaltet und lassen sich als langes, begehbares Kunstwerk lesen.

### 21. Jahrhundert

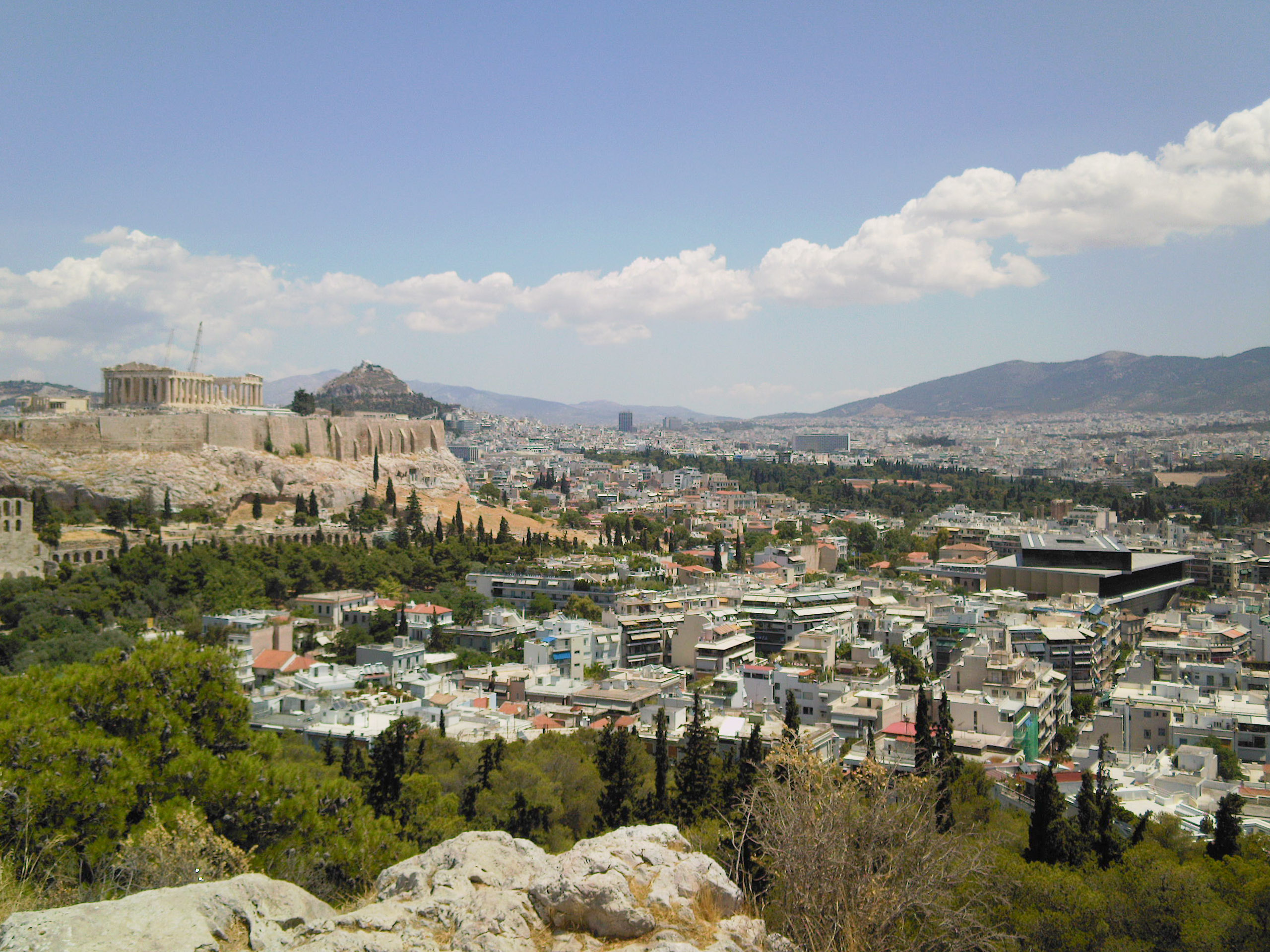
Rechts das Neue Museum

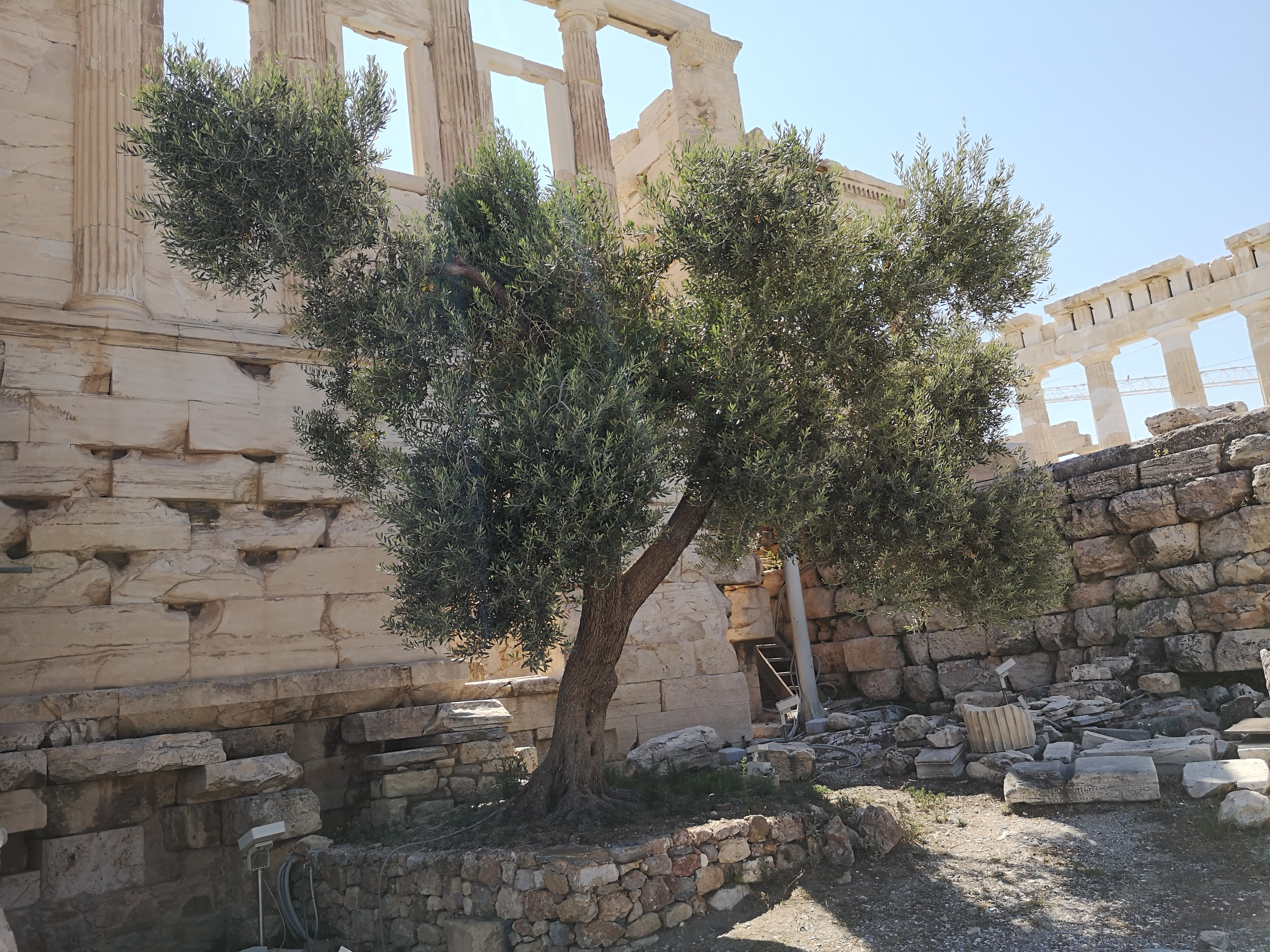
Symbolischer Olivenbaum für die Gabe von Athena - Sichtbar 2021 auf der Akropolis

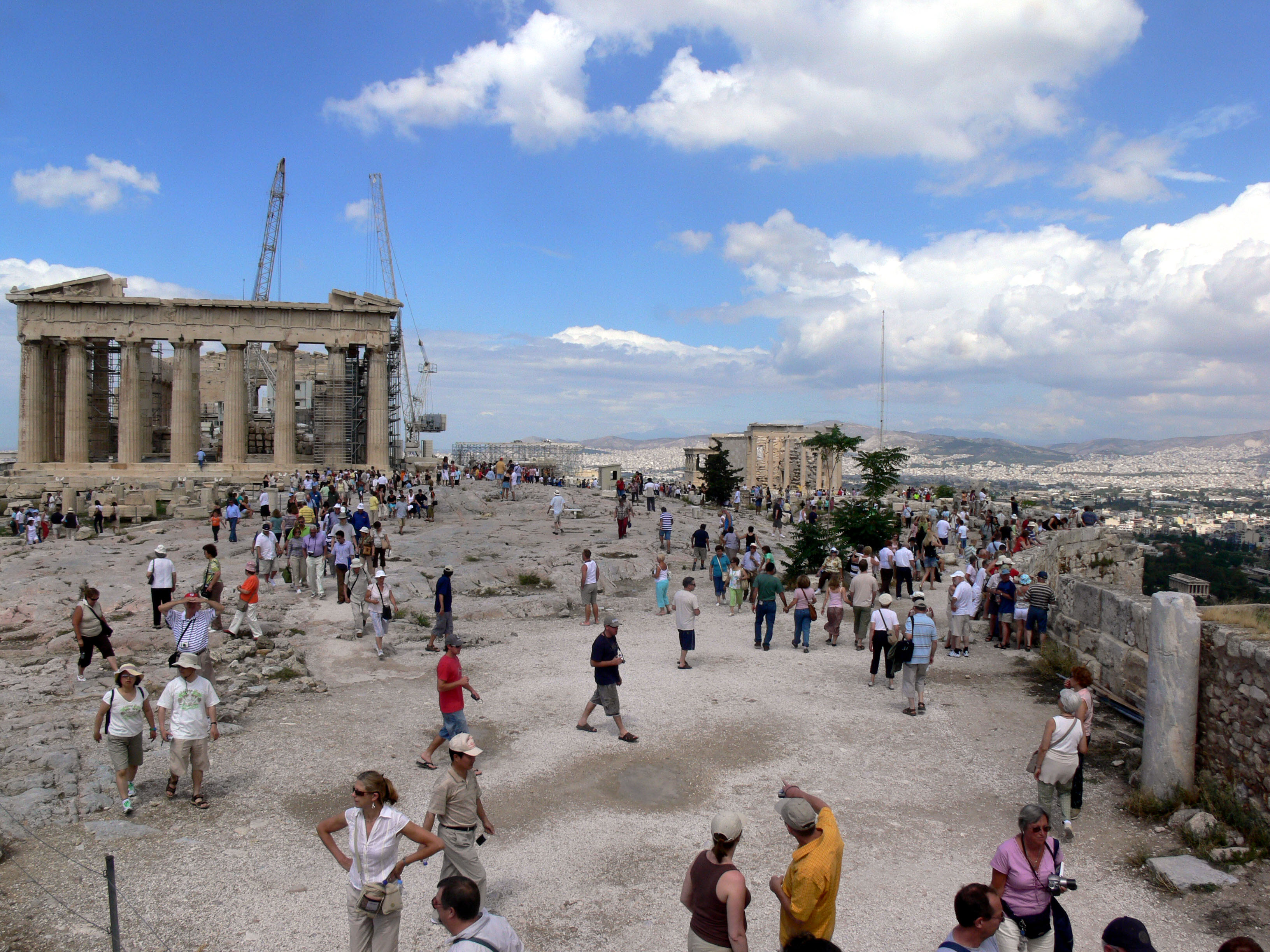
Der Akropolishügel ist ein beliebtes Touristenziel

In den Jahren 2002 bis 2007 wurde am Fuße der Akropolis das von Bernard Tschumi entworfene Neue Akropolis-Museum gebaut, mit dem Athen unter anderem seiner Forderung nach Rückgabe der Parthenon-Skulpturen aus London Nachdruck verleihen will. Das alte Museum auf dem Burgberg wurde geschlossen und soll entweder für Grabungen abgerissen werden (man vermutet dort die Werkstatt des Phidias) oder eine Ausstellung zur Geschichte der Akropolis und der archäologischen Grabungen dort sowie ein Café aufnehmen. Die Teile des Parthenonfrieses im bisherigen Museum wurden ab Oktober 2007 in das neue Museum transportiert, das am 20. Juni 2009 eröffnet wurde.
Der Lippenblütler Micromeria acropolitana war auf der Akropolis heimisch und wurde über 100 Jahre für ausgestorben gehalten, bis 2009 ein Exemplar identifiziert wurde.
2011 wurden mit einem Meteorologieballon 2250 hochaufgelöste Fotos  der Mauer der Akropolis gemacht, um festzustellen, ob es Risse gibt. Dabei wurden fünf Friesteile (Metopen) des Parthenon entdeckt, die nach 1687 in der Südmauer verbaut worden waren. Die Metopen sollen geborgen und zu den anderen Friesteilen in das Akropolis-Museum gebracht werden.
Seit 2020 wird das Wahrzeichen Athens nachts durch eine von der Lichtkünstlerin Eleftheria Deko gestaltete Beleuchtung angestrahlt. Das warme, orangefarbene Licht soll die von ihr als „Trilogie“ bezeichneten Felsen, Mauern und Denkmäler, aus der die Akropolis besteht, gerecht werden. Für diese Beleuchtung wurde eine internationale Auszeichnung vergeben.
Im Sommer 2023 wurde der Zugang zur Akropolis wegen Hitze zeitweise  geschlossen.

## Bauwerke
1. Parthenon
2. Der alte Athena-Tempel
3. Erechtheion
4. Statue der Athena Promachos
5. Propyläen
6. Tempel der Athena Nike
7. Eleusinion

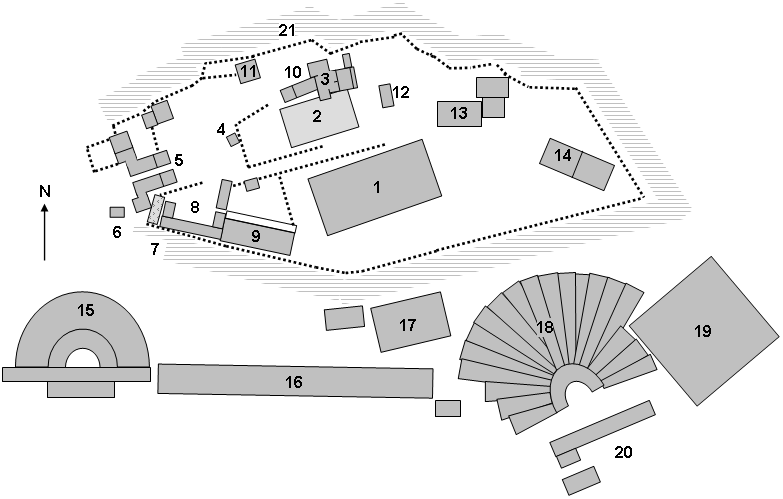
Lageplan

8. Heiligtum der Artemis Brauronia oder Brauroneion
9. Chalkotheke
10. Pandroseion
11. Arrephorion
12. Altar der Athena
13. Heiligtum des Zeus Polieus
14. Heiligtum des Pandion
15. Odeon des Herodes Atticus
16. Stoa des Eumenes
17. Heiligtum des Asklepios (oder Asklepieion)
18. Dionysostheater
19. Odeon des Perikles
20. Temenos des Dionysos
21. Aglaureion